# Легаміт
Водоспа́ди Легамі́т (англ. Lehamite Falls) — серія водоспадів з довгих крутих каскадів, які спадають з висоти 359 м в долину Йосеміті, подібно до водоспаду Сентінел.
Водоспади розташовані в невеличкому каньйоні на північній стіні долини, відомому як Індіанський каньйон, відразу праворуч від водоспадів Йосеміті, їх можна побачити з селища Йосеміті (англ. Yosemite village) на дні долини. Водоспад активний тільки протягом весни, і пересихає влітку. Назва «легаміт» мовою місцевих індіанців аванечі означає «деревина для стріл».